# Hinrich Schniedewind
Hinrich Schniedewind (* 22. Juni 1928; † Dezember 2009) war ein deutscher Kommunalpolitiker.

## Werdegang
Ein erstes politisches Mandat übernahm Schniedewind 1956 im Gemeinderat von Kührstedt, dem er bis 1996 angehörte. 1968 wurde er zum Bürgermeister der Gemeinde gewählt. Vier Jahre später wurde er Landrat des Landkreises Wesermünde. Nach dessen Auflösung zum 1. August 1977 im Zuge der Kreisreform war er stellvertretender Landrat des neu geschaffenen Landkreises Cuxhaven. Im Kreistag übte er das Amt des Vorsitzenden der CDU/FDP-Fraktion aus.
Für sein Engagement sowie sein fachliches und menschliches Urteil wurde er 1980 mit dem Bundesverdienstkreuz ausgezeichnet.

## Schriften
- Hinrich Schniedewind (Hrsg.): Kührstedt und Alfstedt 1139-1989. - Kührstedt: Gemeinde Kührstedt, 1989[1]